# Arado Ar 240
Ar 240 — немецкий самолёт-разведчик времён Второй мировой войны.

## Конструкция
Проектировался с 1938 г. фирмой «Арадо флюгцойгверке» как тяжёлый истребитель, пикировщик и разведчик.
Два члена экипажа сидели спина к спине в герметичной кабине с остеклением из двойных стекол.
Главной изюминкой машины стало использование новых идей — спроектированной в сотрудничестве с «Рейнметалл-Борзиг», передовой по тому времени, системы вооружения — дистанционно-управляемой пулемётной установки (это позволяло избавиться от главного недостатка аналогичного Bf 110 — отсутствия прикрытия нижней-задней полусферы).

## Модификации
- Ar 240 A-0
- Ar 240B
- Ar 240 C-1
- Ar 240 C-2
- Ar 240 C-3 — скоростной бомбардировщик
- Ar 240 C-4 — разведчик
- Ar 440

## Боевое применение
Два самолёта Аг 240 в декабре 1942 г. провели разведку «сталинградского котла», в который попала 6-я армия Паулюса.
Ar 240a-01 был поставлен[когда?]

 в 5-ю истребительную эскадру, которая располагалась на севере Финляндии у Петсамо.
Самолёты Arado вели разведку мурманской железной дороги.
Другая машина Ar 240a-02 с февраля 1943 г. действовала вместе с Ju88 в составе воздушного командования «Остланд», а с июля 1943 г. в составе воздушного командования «Дон».
В июне 1943 г. Ar 240 использовался в составе 6-го воздушного флота.
Летом 1943 г. Ar 240a-05 был передан во Фрозиноне на юго-востоке от Рима. После ремонта в Германии, самолёт Ar 240a-02 вместе с Ar 240a-05 и Ar 240a-03 использовались на южном секторе Восточного фронта в 10-м полку дальней разведки и в составе 1-й эскадрильи Aufkl.

## Лётно-технические характеристики
| Модификация                          | Аr.240a-3 |
| Размах крыла, м                      | 13,30 |
| Длина, м                             | 12,80 |
| Высота, м                            | 3,95 |
| Площадь крыла, м2                    | 30,90 |
| Масса, кг                            | |
| пустого самолёта                     | 6200 |
| нормальная взлетная                  | 9400 |
| Тип двигателя                        | 2 ПД Daimler-Benz DB-603Е                                                                                              |
| Мощность, л. с.                      | 2 х 1175 |
| Максимальная скорость, км/ч          | 615 |
| Крейсерская скорость, км/ч           | 552 |
| Практическая дальность, км           | 1990 |
| Максимальная скороподъемность, м/мин | 545 |
| Практический потолок, м              | 10 100 |
| Экипаж                               | 2 |
| Вооружение                           | два неподвижных 7.9-мм пулемёта вперед и по два 7.9 мм пулемёта в верхней и нижней дистанционно управляемых установках |